# Earl Young (velocista)
Earl Verdelle Young (San Fernando, 14 febbraio 1941) è un ex velocista statunitense, vincitore di una medaglia d'oro ai Giochi olimpici.

## Palmarès
| Anno | Manifestazione      | Sede      | Evento    | Risultato | Prestazione | Note            |
| ---- | ------------------- | --------- | --------- | --------- | ----------- | --------------- |
| 1960 | Giochi olimpici     | Roma      | 4 × 400 m | Oro       | 3'02"2      | Record mondiale |
| 1963 | Giochi panamericani | San Paolo | 4 × 100 m | Oro       | 40"40       |                 |
| 1963 | Giochi panamericani | San Paolo | 4 × 400 m | Oro       | 3'09"62     |                 |